# 아루바의 코로나19 범유행
다음은 아루바의 코로나19 범유행 현황에 대한 설명이다.
아루바의 코로나19 대유행은 2020년 3월 13일 아루바에서 최초로 문서화된 COVID-19의 현재 진행 중인 전세계 바이러스 대유행의 일환이다.

## 배경
세계보건기구(WHO)는 12일 2019년 12월 31일 처음 WHO의 주목을 받았던 중국 후베이성 우한시의 한 집단에서 신종 코로나바이러스가 호흡기 질환의 원인임을 확인했다. 이 군단은 처음에 우한화난수산물도매시장과 연결되어 있었다. 그러나 실험실 확정 결과가 나온 그 첫 사례들 중 일부는 시장과 연관성이 없었고, 전염병의 근원은 알려져 있지 않다.
2003년 사스와 달리 COVID-19의 경우 치명률은 훨씬 낮았지만, 총 사망자 수가 상당할 정도로 감염 경로는 훨씬 더 컸다. COVID-19는 전형적으로 약 7일 정도의 독감과 유사한 증상을 보이며, 그 후 일부 사람들은 병원에 입원해야 하는 바이러스성 폐렴의 증상으로 발전한다. 3월 19일부터 COVID-19는 더 이상 "높은 결과 감염병"으로 분류되지 않았다.

## 공공 대책
2020년 3월 15일 - 3월 16~20주 동안 휴교하기로 결정되었다. 실제로 이는 국경일(3월 18일) 대신 18일, 19일, 20일이 이미 휴교되었기 때문에 2일간의 추가 휴교일에 불과할 것이다. 3월 17일, 3월 말로 확대되었다. 학교들은 영향을 최소화하기 위해 온라인 교육에 대한 계획을 세워야 한다.
2020년 3월 15일 유럽에서 항공과 배를 타고 오는 모든 사람들의 출입을 제한한다. 3월 16일, 그것은 모든 국제 여행으로 확대되었다.
2020년 3월 19일~2020년 3월 21일 기준으로 매일 오후 9시부터 오전 6시까지 무기한 통행금지가 설정되었다. 위반 시 최대 AWG 10,000달러(5,000달러 이상)의 벌금을 부과할 수 있다. 게다가 모든 가게는 매일 오후 8시까지 문을 닫아야 한다. 그 나라는 그 섬으로의 모든 사람들의 여행이 금지되었다는 것을 의미하는 '잠금' 상태에 있다. 관광객 등 귀성객을 섬 밖으로 데리고 나가기 위해 여전히 빈 비행기가 착륙할 수 있다.
2020년 3월 24일 필수 물품의 최고 가격 리스트가 작성되었다.

## 같이 보기
- 북아메리카의 코로나19 범유행
- 나라별 코로나19 범유행